# Los Alamos, New Mexico

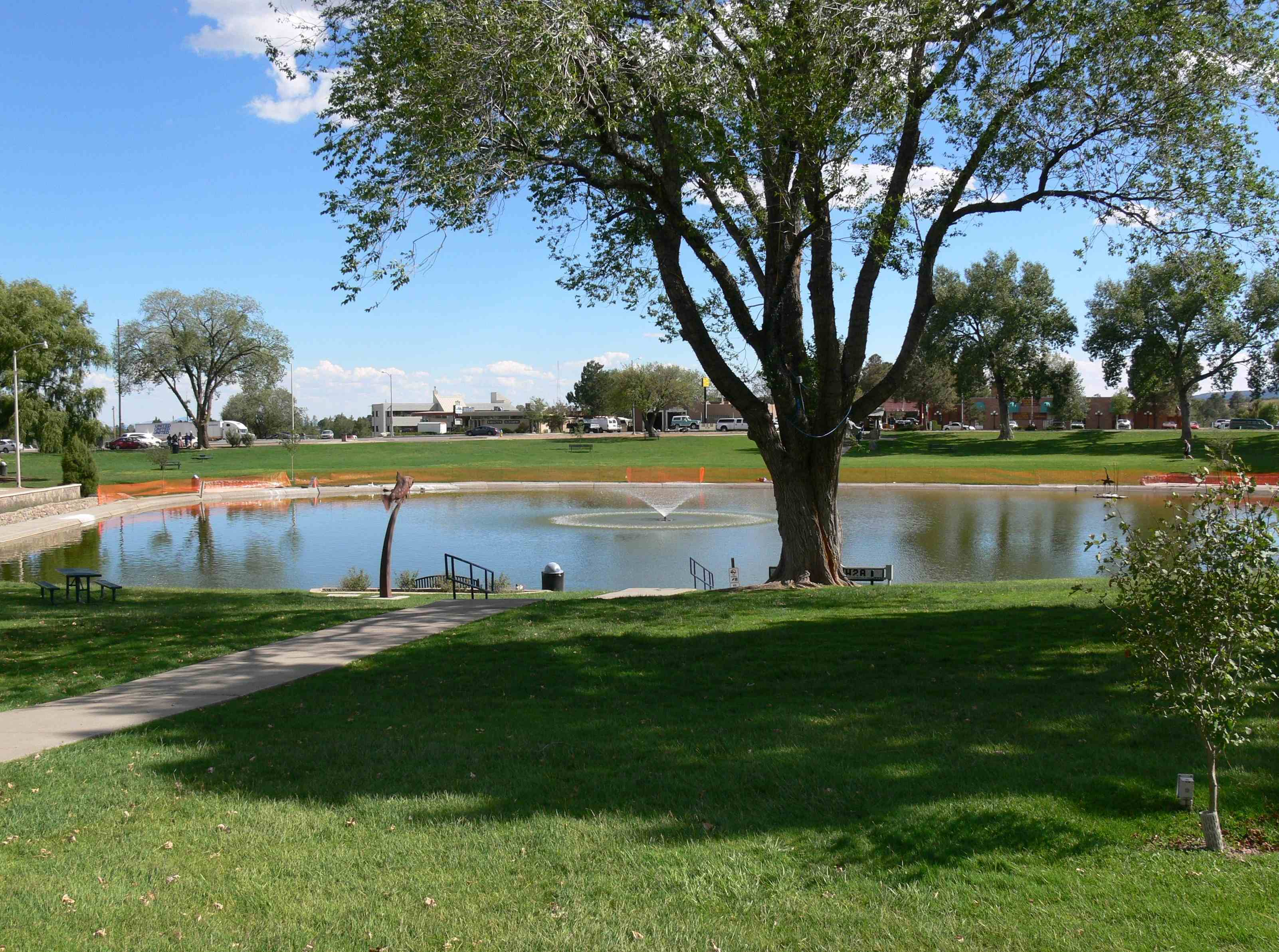
Los Alamos, New Mexico

Los Alamos (spaniolă Plopii) este o localitate cu aproximativ 12.000 locuitori (conform unei estimări din 2005) situată în statul New Mexico din SUA. Aici se află laboratorul Los Alamos National Laboratory unde au avut loc cercetările prevăzute în Proiectul Manhattan. La Alamogordo, la data de 16 iulie 1945 au avut loc primele experiențe cu bomba atomică.

## Personalități născute aici
- Stephen Walt (n. 1955), politolog.